# مارینا کرس
مارینا کرس (انگلیسی: Marina Kress؛ زادهٔ ۲۳ اوت ۱۹۸۰) یک بازیکن بسکتبال اهل بلاروس است.
وی در مسابقات کشوری و بین‌المللی در مجموع برندهٔ ۱ مدال برنز شده‌است.